# 北戴河区
北戴河区是中国河北省秦皇岛市的一个市辖区，濒临渤海湾。面积为70.3平方公里，海岸线22.5公里。北戴河属暖温带、半湿润、季风型大陆性气候，受海洋的调节，又具有海洋性气候的特点。森林覆盖率70%以上，暑期平均气温只有24.5℃。區人民政府駐戴河鎮聯峰北路88號。

## 历史

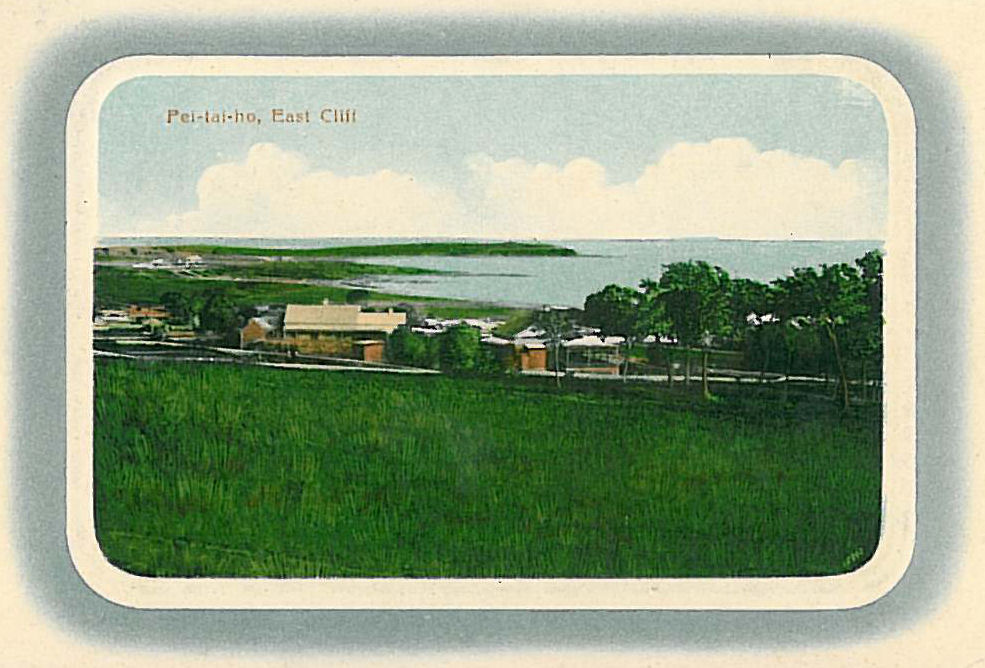
一张于1903年出版、显示北戴河当时风貌的明信片

清朝光绪年间，许多住在北京的外国人要求在这里建造别墅。清光绪二十四年（1898年），清政府正式将北戴河开辟为“各国人士避暑地”。1938年，已有别墅700多栋，在中华人民共和国成立之后，中共中央和许多大型单位在北戴河又新建约200所疗养院。

## 人口
根據第七次人口普查數據，截至2020年11月1日零時，北戴河區常住人口為130104人。

## 行政区划
北戴河区下辖2个街道办事处、3个镇：
西山街道、东山街道、海滨镇、戴河镇和牛头崖镇。

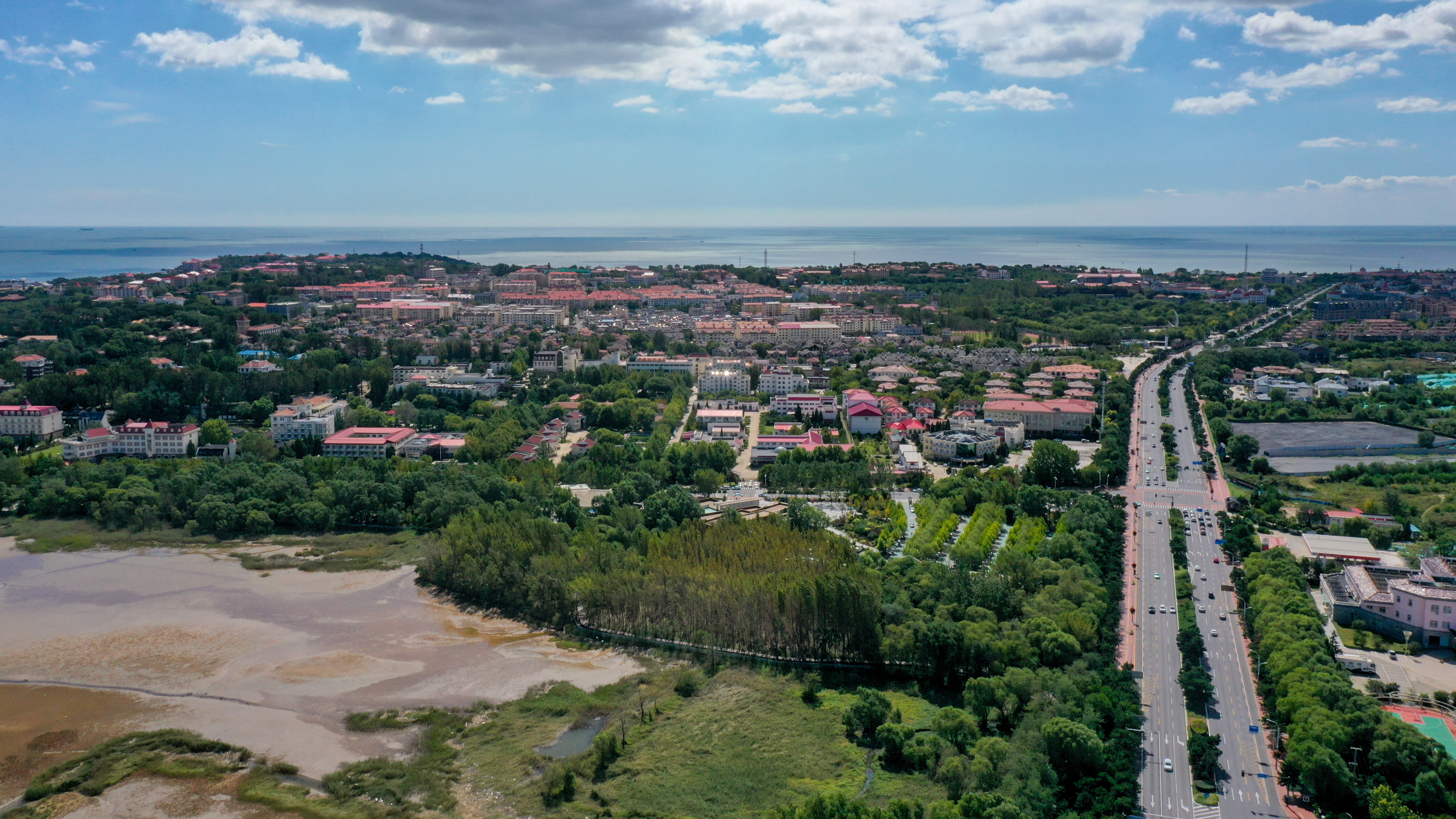
北戴河天际线，从北向南，远端为海滨疗养度假区，右侧纵向道路是滨海大道

牛头崖镇原属抚宁县，2015年7月该地撤县设区，同时牛头崖镇划归北戴河区管辖。

## 旅游

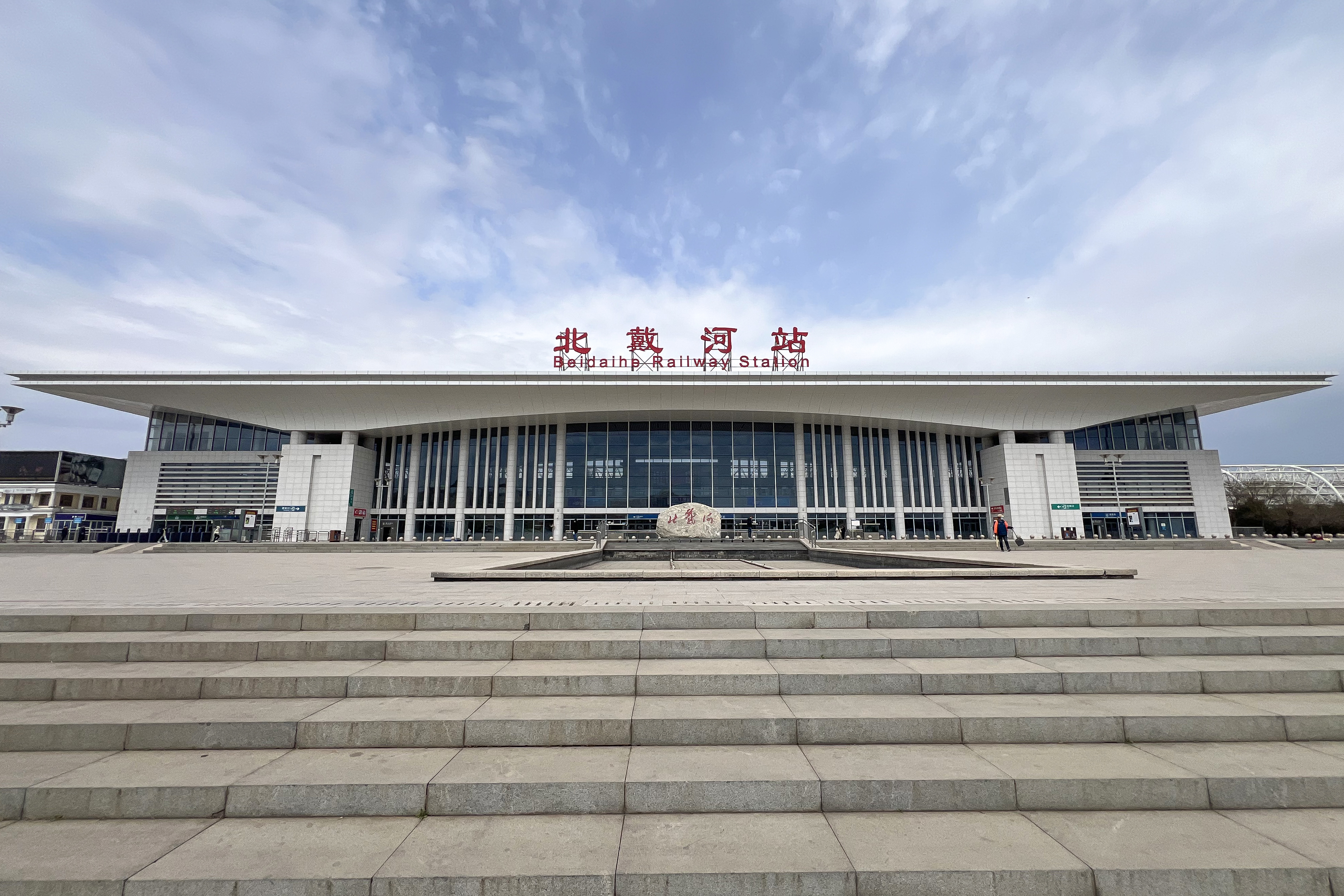
北戴河站

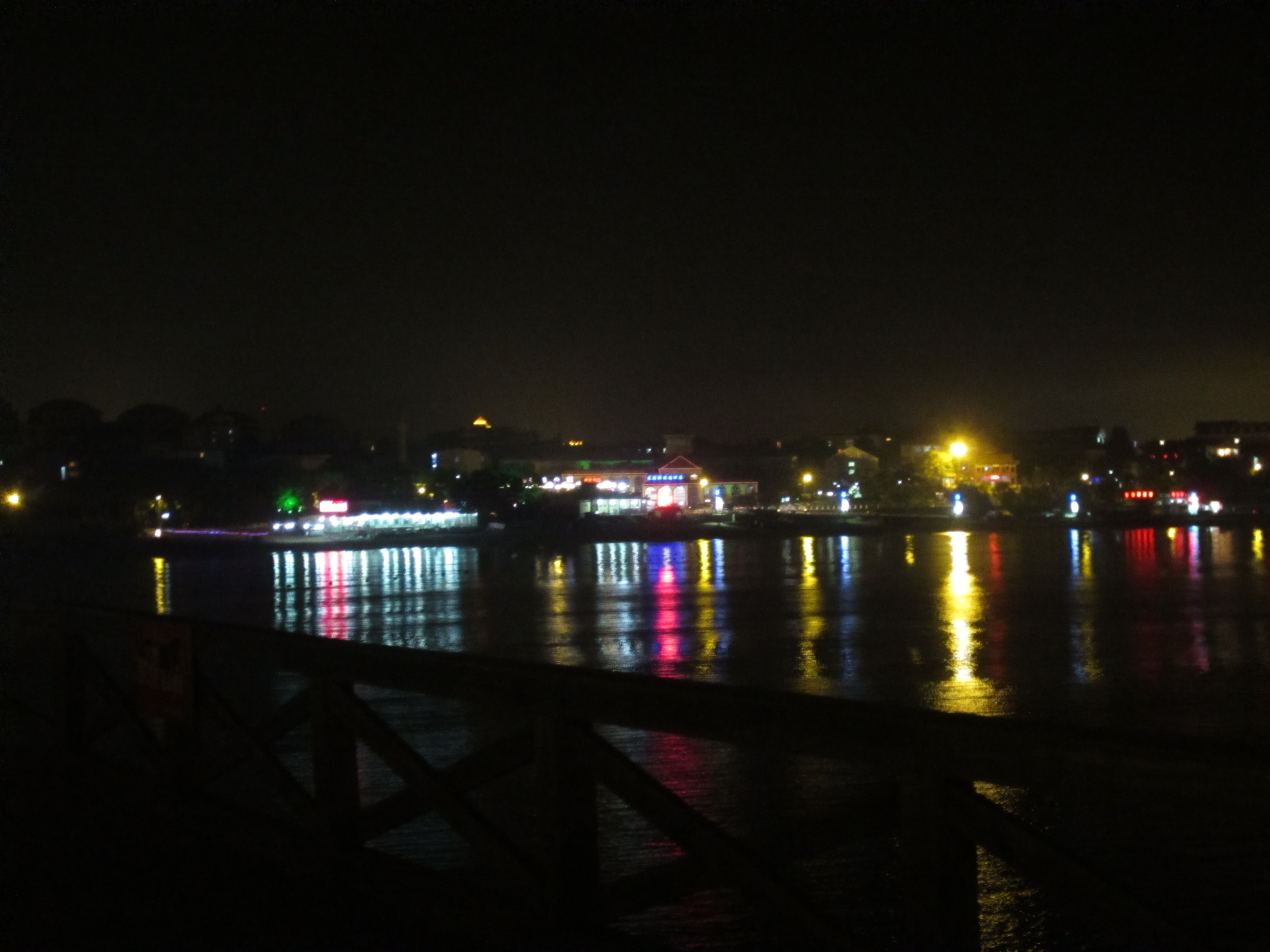
海濱景區(2012)

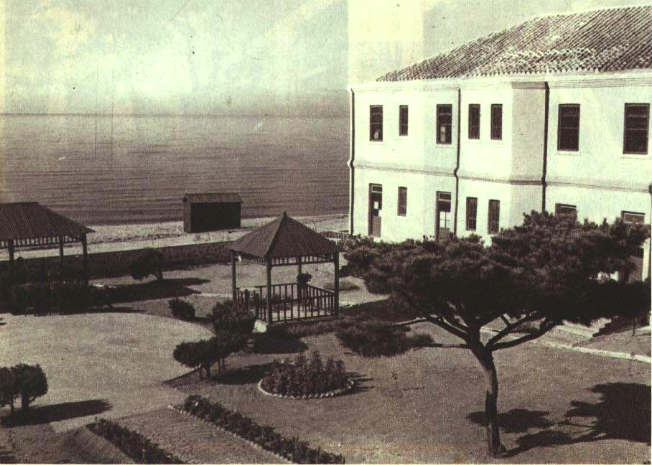
1952年北戴河煤矿工人休養所

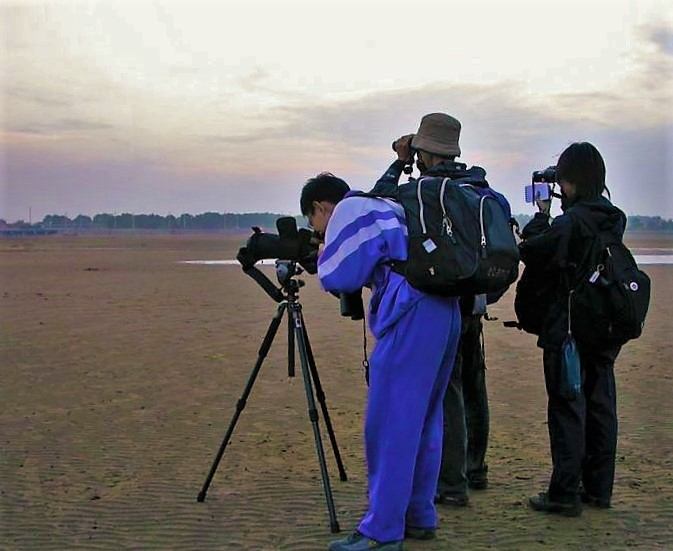
鳥類觀景區

北戴河是中国北方著名的旅游避暑胜地。
旅游景点
- 北戴河国家湿地公园
- 鸽子窝
- 北戴河鸟类保护区
- 联峰山
- 老虎石
- 集发观光园
- 北戴河野生动物园
- 碧螺塔

文物古迹
- 金山嘴秦始皇东巡行宫遗址
- 朱家坟
- 雍家坟
- 卢家坟
- 北戴河烈士陵园
- 北戴河吴家楼
- 北戴河段家墙

## 人文
1954年7月26日，毛泽东在北戴河写了一首称颂北戴河的词——《浪淘沙·北戴河》
大雨落幽燕，白浪滔天，秦皇岛外打鱼船。
一片汪洋都不见，知向谁边？
往事越千年，魏武挥鞭，东临碣石有遗篇。
萧瑟秋风今又是，换了人间。

## 政治
如同俄羅斯的索契或扎維多沃、美國的大衛營一般，许多中国党和国家领导人经常到这里避暑、休养，并在此召开一些具有影响力的会议，因此北戴河具有一定的政治含义。

## 特产

### 食品
- 螃蟹
- 干貝
- 海鳇鱼
- 梭鱼
- 墨斗鱼
- 带鱼
- 鱿鱼
- 海螺
- 毛蚶
- 刺参
- 对虾
- 火腿肠
- 小洋梨

### 工艺品
- 门帘
- 项链
- 珍珠挂件
- 平螺制品

## 物种保护
北戴河是东亚最重要的候鸟迁徙通道之一，每年都有大量涉禽和各种其它鸟类迁徙经过北戴河，北戴河湿地被观鸟者称为“观鸟麦加”。北戴河鸟类环志站是目前中国环志鸟类最多的环志站点之一，目前北戴河市辖区内有北戴河市级候鸟保护区一处。